# Corentin Canevet
Pour les articles homonymes, voir Canevet.
Corentin Canevet, né en 1939, maître de conférences de géographie à l'université Rennes 2, chercheur au CNRS, étudie largement l'agriculture bretonne. Tout en envisageant les risques environnementaux de la filière, il préconise dès 1972 la formule « modèle agricole breton » pour cerner la spécificité de l'évolution bretonne, sujet auquel il consacre sa thèse d'État en 1992. 

## Publications
- La Coopération agricole en Bretagne (thèse de troisième cycle), Presses Universitaires de Bretagne, 1972.
- « L'évolution récente de l'agriculture en Bretagne : de l'agriculture paysanne à une agriculture intégrée dans le mode de production capitaliste », in « L'agriculture en Bretagne, dynamisme ou domination », Ar Falz, n° 13-14-15, 1976, p. 54-104.
- « L'agriculture et la paysannerie, les ruptures socio-économiques », in La Bretagne au XXe siècle, Morlaix, Skol Vreizh, 1983, t. 5, p. 26-49 et 208-247.
- « La révolution agro-alimentaire contemporaine en Bretagne, 1950-1987 », Historiens-Géographes, n° 318, 1988, p. 213-240.
- Le Modèle agricole breton : histoire et géographie d'une révolution agroalimentaire (thèse d'État), Presses universitaires de Rennes, 1992, 397 p.